# Los Huertos
Los Huertos es un municipio y localidad española de la provincia de Segovia, en la comunidad autónoma de Castilla y León. Cuenta con una población de 170 habitantes (INE 2024).
Considerado parte del alfoz de Segovia, está situado en la Campiña segoviana, a unos 10 km de la capital provincial, en la vega del río Eresma.
Dentro de su término municipal existen los despoblados de Carrascal de Gumiel y Gumiel (San Pedrillo).
La localidad está situada en el Camino de Santiago de Madrid.

## Geografía

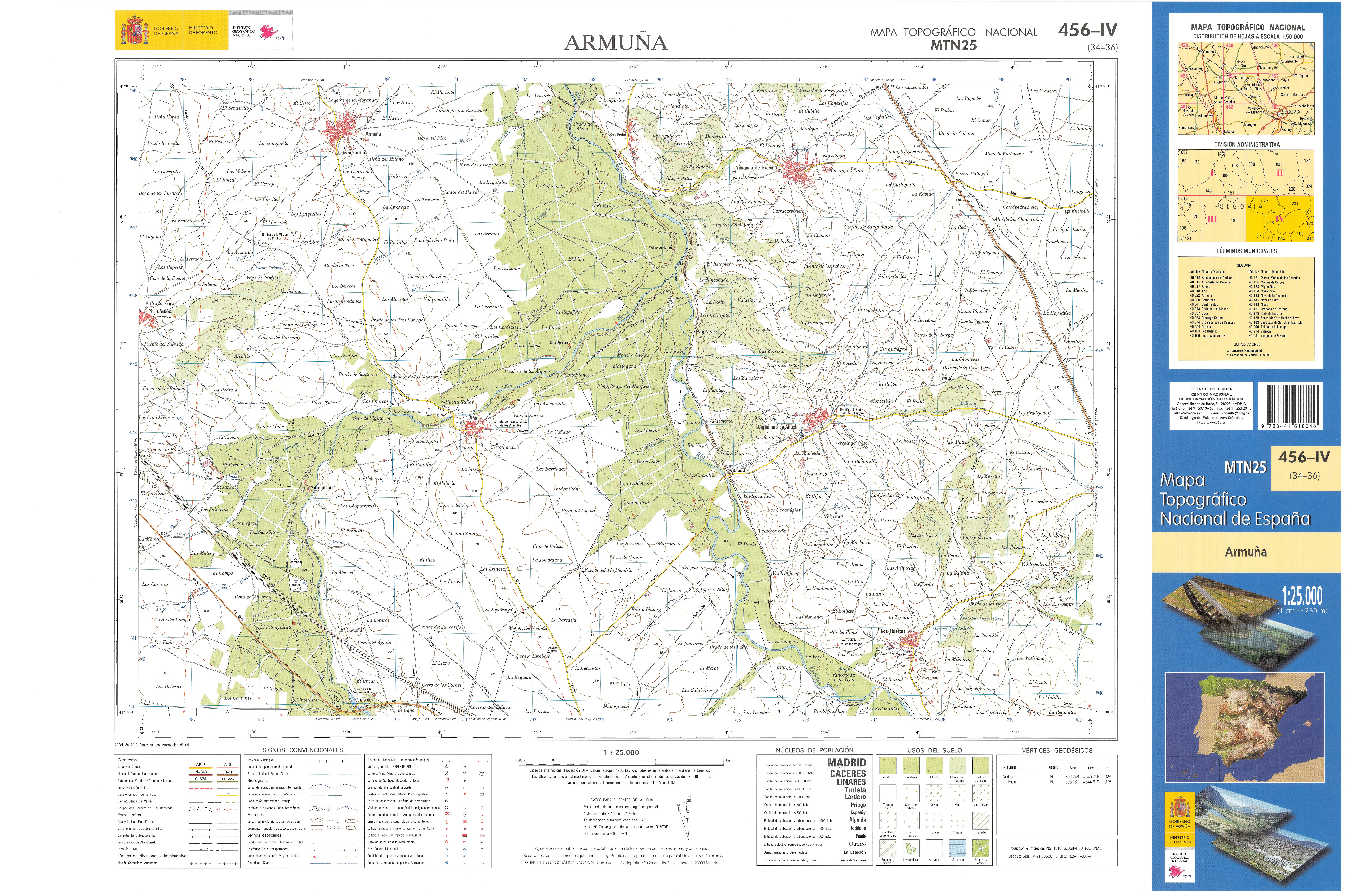
Fragmento de la hoja 456 del Mapa Topográfico Nacional de España de 2010 en el que se representa parte de Los Huertos

| Noroeste: enclave de Carbonero de Ahusín (Armuña) | Norte: enclave de Carbonero de Ahusín(Armuña) | Noreste: Roda de Eresma |
| Oeste: Garcillán                                  |                                               | Este: Roda de Eresma    |
| Suroeste: Valverde del Majano                     | Sur: Hontanares de Eresma, Valseca            | Sureste: Valseca        |

### Avifauna
El municipio de Los Huertos cuenta con una gran riqueza de aves, distribuidas en dos hábitats principales:
- La llanura cerealista, grandes extensiones de tierras de labor en las que se cultivan cereales (cebada, trigo, maíz) y en las que la vegetación arbórea es prácticamente inexistente, por lo que las aves que la habitan anidan directamente en el suelo y su plumaje se mimetiza con el terreno para pasar desapercibidas. Se pueden encontrar especies de aláudidas alaudidae como la alondra, cogujada común y calandria. También se pueden observar páridos Paridae como triguero, jilguero o pardillo común. Pueden verse también bandos de corneja negra y ocasionalmente algún ejemplar de alcaraván.
- La ribera del río Eresma, cuya vegetación está formada principalmente por plantaciones de chopo canadiense, es elegida como lugar de anidamiento por especies como la oropéndola, el pinzón vulgar, el ruiseñor común, el escribano soteño, el verderón común, el petirrojo, el mirlo común, el chochín y  el ruiseñor bastardo. Ocasionalmente puede verse algún ejemplar de martín pescador, gallineta común y garza real.
- También se pueden encontrar algunas especies de aves rapaces como milano real, milano negro, busardo ratonero, cernícalo vulgar y aguililla calzada. Esporádicamente pueden observarse aguiluchos cenizo y pálido. Entre las rapaces nocturnas no es infrecuente observar, en algunas noches de verano, ejemplares de lechuza común.

Es importante destacar en época estival las grandes concentraciones de milano negro y cigüeña blanca en torno al Centro de Tratamiento de Residuos.

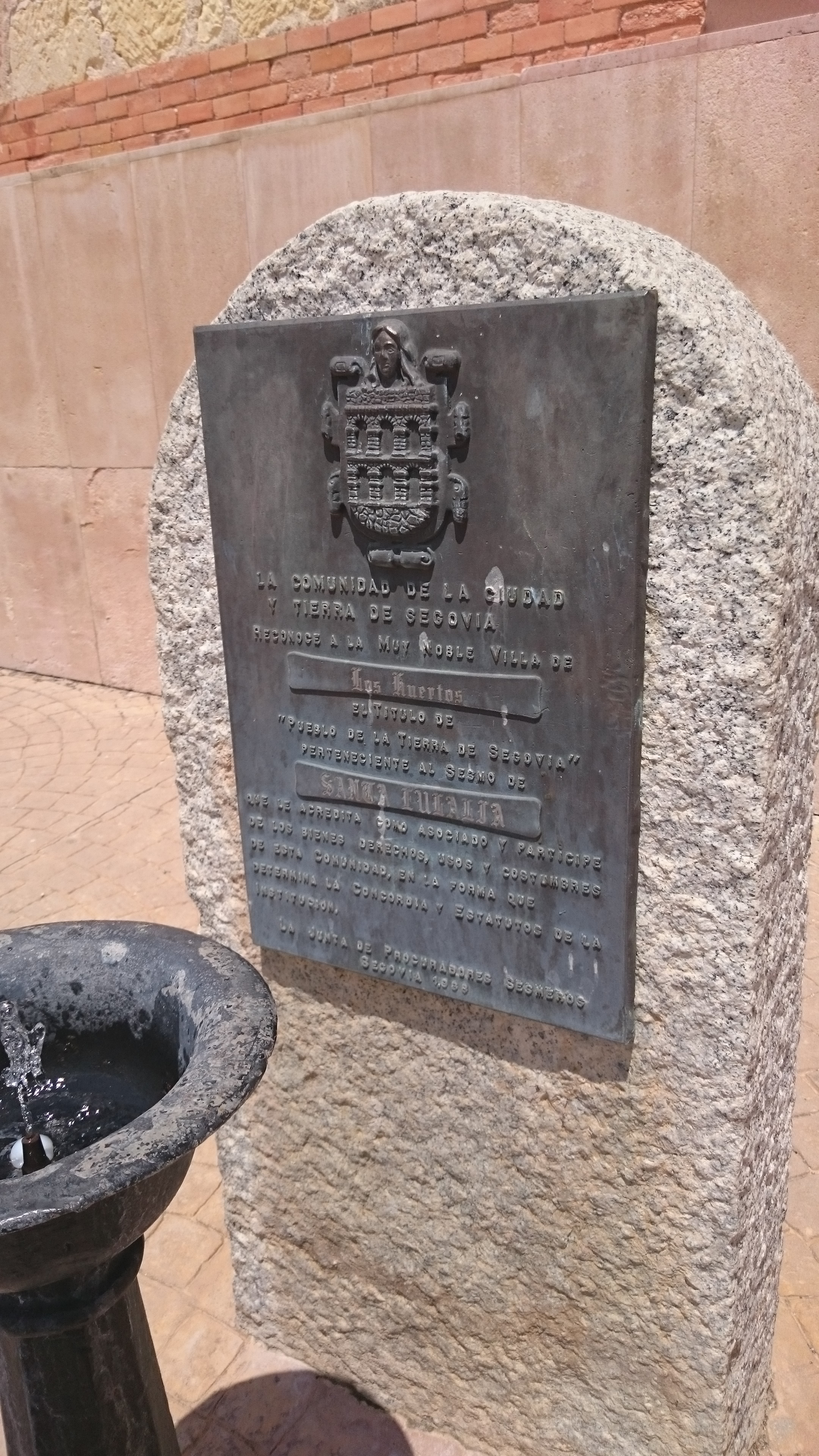
Documento en el que se reconoce a Los Huertos como Pueblo de la Tierra de Segovia perteneciente al Sexmo de Santa Eulalia

## Historia
Es bastante desconocida. Por su situación es un lugar ideal para los antiguos asentamientos, ya que está situado junto al arroyo San Medel y muy cerca el río Eresma. Es un pueblo que está en un pequeño valle al resguardo del frío. 
Los primeros testimonios escritos datan de la Edad Media, cuando el pueblo recibía el nombre de Sancta María de los Huertos, acortándose a su actual nombre a finales del siglo XVI. Perteneció desde su fundación a la Comunidad de Villa y Tierra de Segovia dentro del Sexmo de Santa Eulalia.
Dentro de su término se encontraban los poblados, hoy desaparecidos de:
- Carrascal o  Carrascal de Gumiel.[2]
- Gumiel (San Pedrillo), 2.000 m al SSO, y lindando con el río. Citada a mediados del siglo XIII Eresma.[3] ermita de San Pedrillo en ruinas.[4]

Entre 1884 y 1985 transcurrió por su término municipal (sin tener parada en el pueblo) la línea férrea Segovia-Medina del Campo, de 93 km de longitud, hoy desmantelada. La parada más cercana se encontraba en Hontanares de Eresma.
Desde 2001, y después de gran polémica entre partidarios y detractores,[cita requerida] se instaló en el municipio de Los Huertos una planta de tratamiento de residuos, que sirve a toda la provincia segoviana, si bien se halla aproximadamente equidistante entre los núcleos urbanos de Garcillán y el propio Los Huertos.

## Geografía humana

### Demografía
Cuenta con una población de 170 habitantes (INE 2024).
| Gráfica de evolución demográfica de Los Huertos entre 1828 y 2021 |
| |
| Población según el Diccionario geográfico-estadístico de España y Portugal de Sebastián Miñano. Población de derecho según los censos de población del INE. Población de hecho según los censos de población del INE. |

El municipio llegó a alcanzar a lo largo del siglo XX su mayor población en los años cuarenta y cincuenta, y empezó su declive demográfico con la llegada de la tecnología y el abandono de la agricultura, lo que provocó una fuerte emigración de sus residentes en las décadas de los sesenta y setenta y, de menor relieve, en décadas posteriores.

## Símbolos
El escudo heráldico y la bandera que representan al municipio fueron aprobados oficialmente el 27 de abril de 1999. El escudo se blasona de la siguiente manera: 

« Escudo cuartelado. Prim e r o de azur con una jarra de plata con cinco azucenas de lo mismo, puesta sobre una terrasa de sinople. Segundo y tercero, gules con un Acueducto de plata, de dos órdenes, mazonado de sable y puesto sobre diez peñascos de plata. Y cuarto de gules con las cadenas de Navarra en oro, y brochante un grifo de lo mismo. Timbrado de la Corona real Española.»
Boletín Oficial de Castilla y León nº 227/1999 de 24 de noviembre de 1999

La descripción textual de la bandera es la siguiente:

«Bandera número 1: Bandera cuadrada, de proporción 1:1, de color verde con una banda azul, y con el escudo municipal en sus colores, brochante al centro.»
Boletín Oficial de Castilla y León nº 227/1999 de 24 de noviembre de 1999

## Administración y política

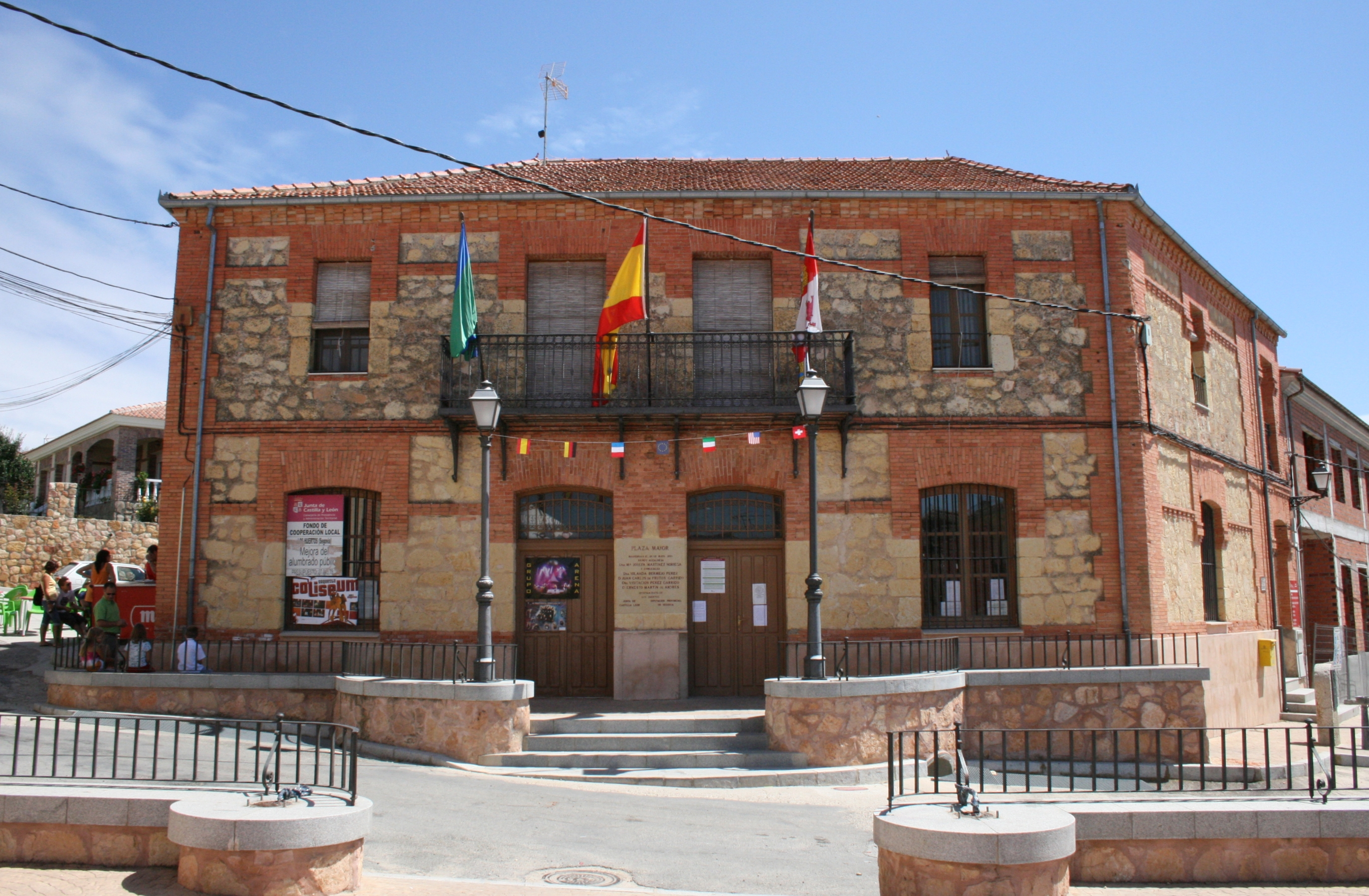
Casa consistorial

Lista de alcaldes
| Periodo   | Nombre                                                                              | Partido   |
| --------- | ----------------------------------------------------------------------------------- | --------- |
| 1979-1983 | Armando Monjas González                                                             | UCD       |
| 1983-1987 | Alfredo Monjas Bermejo                                                              | AP-PDP-UL |
| 1987-1991 | José Torrego Real                                                                   | PDP       |
| 1991-1995 | Moisés Bermejo Cañas                                                                | PP        |
| 1995-1999 | Yolanda Bermejo Pérez                                                               | PP        |
| 1999-2003 | Yolanda Bermejo Pérez                                                               | PP        |
| 2003-2007 | Juan Carlos de Frutos Garrido                                                       | PP        |
| 2007-2011 | Jesús Llorente Garrido                                                              | PP        |
| 2011-2015 | Alfredo Monjas Pérez (2011-2014†)Vacante                                            | PSOE      |
| 2015-2019 | Alfonso Asenjo Cabrero                                                              | PP        |
| 2019-2023 | Alfonso Asenjo Cabrero (2019 - 9-16-2022)Manuela Fernández Fernández (9-16-2022 - ) | PP PSOE   |
| 2023-act. | Manuela Fernández Fernández                                                         | PSOE      |

## Autobuses

Plano Metropolitano Segovia donde aparecen las líneas a su paso por Los Huertos

Los Huertos forma parte de la red de transporte Metropolitano de Segovia que va recorriendo los distintos pueblos de la provincia.
| Línea | Trayecto                                                                                   |
| ----- | ------------------------------------------------------------------------------------------ |
| M2    | Encinillas - Segovia (por el Casino La Unión, Hontanares de Eresma, Los Huertos y Valseca) |

## Cultura

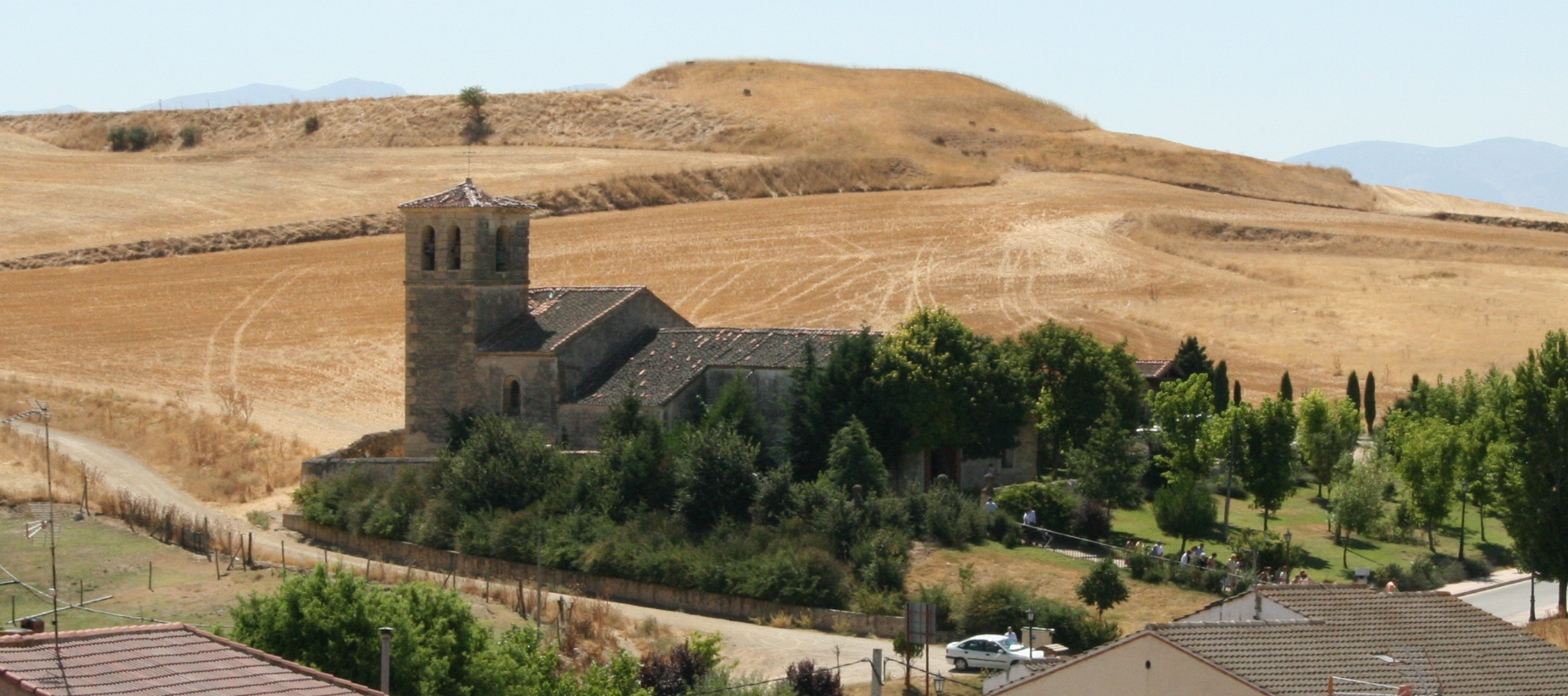
Iglesia parroquial de Los Huertos

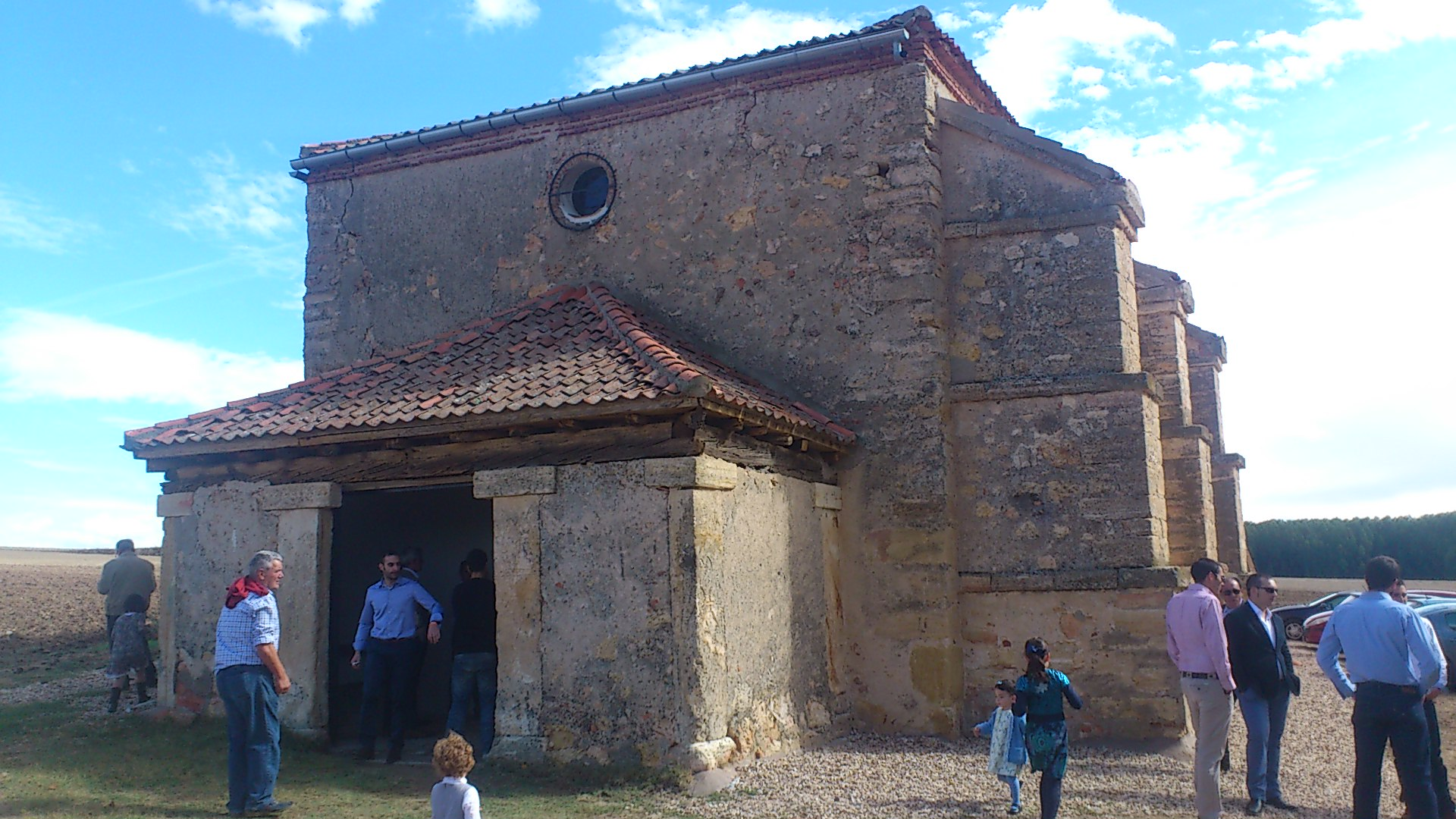
Ermita de Las Vegas

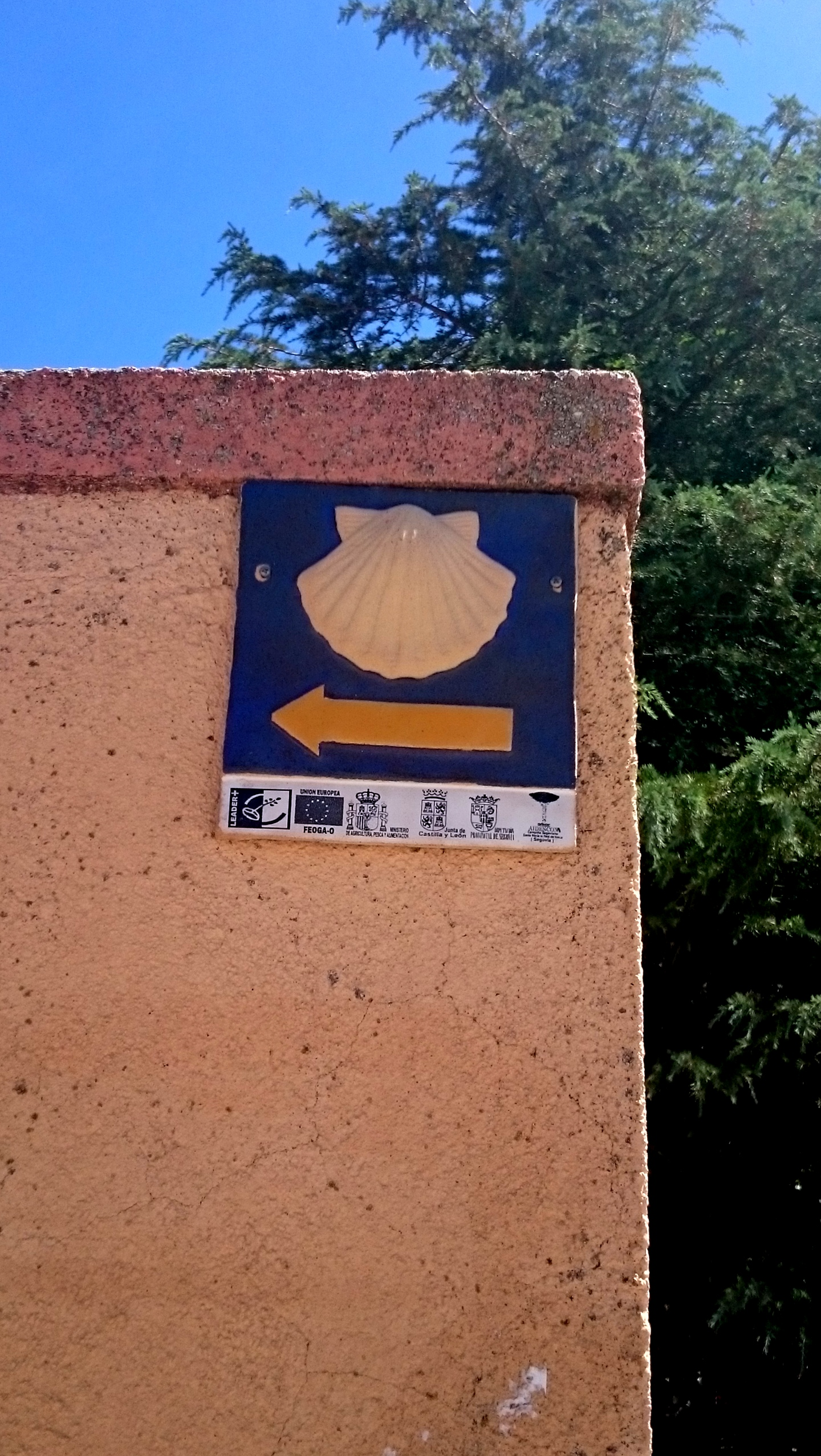
Señal del Camino de Santiago

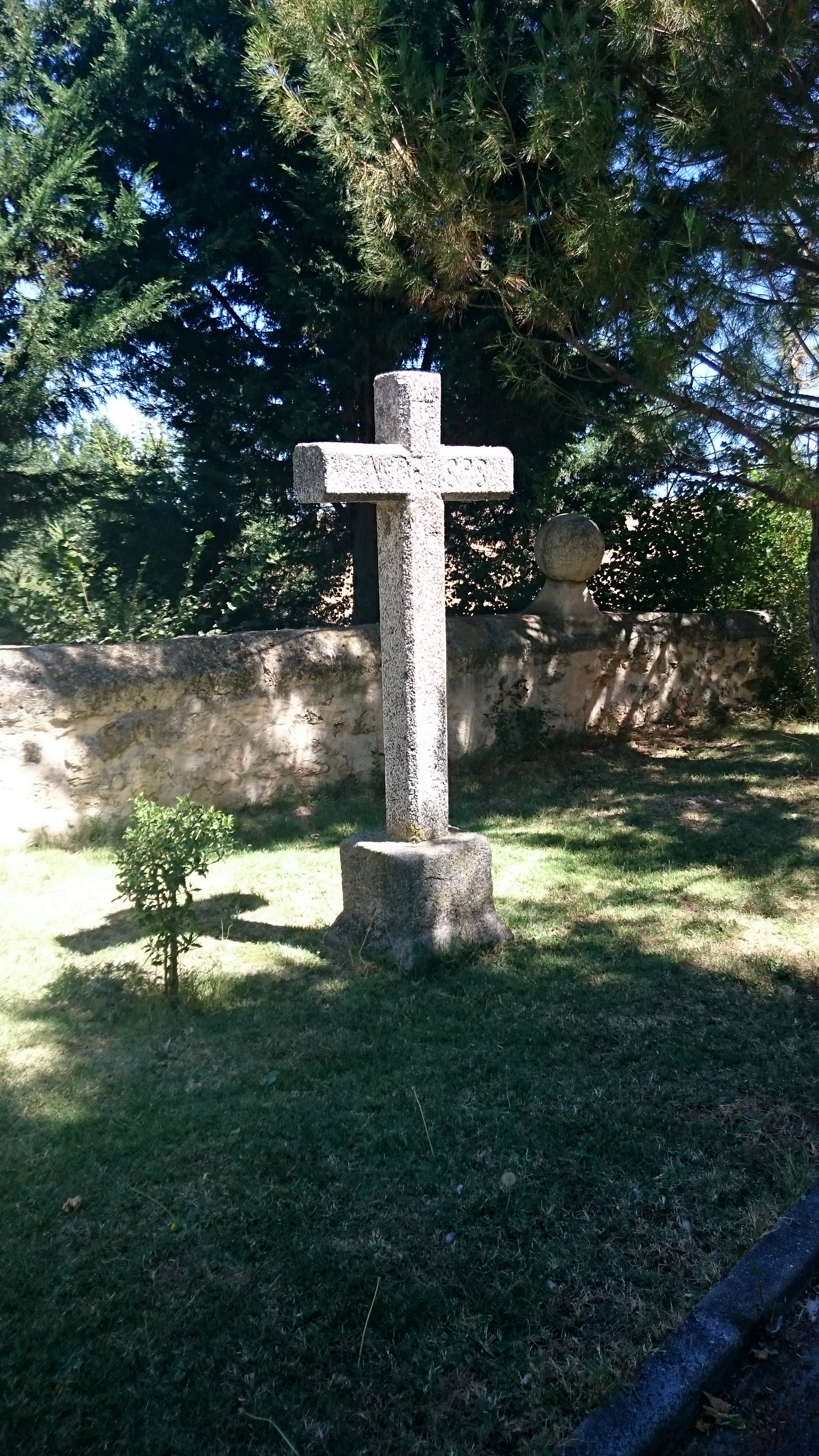
Cruz de Vía crucis junto a la iglesia parroquial

### Patrimonio
- La casa consistorial está situada en la plaza del pueblo y hace unos años sufrió una remodelación por parte de la Junta de Castilla y León;

- El monumento principal es la iglesia parroquial de Nuestra Señora de la Asunción, la cual se sitúa a la entrada al pueblo por la carretera, separada del casco urbano por el arroyo San Medel, afluente del Eresma. En su origen (siglo XVI) es un edificio gótico al que se realizaron reformas en época barroca (siglo XVIII). Destaca su retablo mayor barroco de cinco calles y ático, donde se entroniza la imagen de la Inmaculada Concepción;

- Ermita de la Virgen de las Vegas situada a unos dos kilómetros del pueblo por un camino. Allí estuvo la talla de la citada Virgen que fue robada en 1983 y que todavía no ha aparecido, se trataba de una imagen de madera policromada del siglo XVI. Se desconoce la fecha de la que data la ermita, pero se sabe que ya en el siglo XII estaba construida, pues ha habido documentos que así lo demostraban. El retablo de la ermita data del siglo XVI-XVII y también fue afectado por el robo de 1983, en el que desaparecieron cuatro lienzos (dos que representaban a San José y los otros dos a la Virgen del Carmen) y las puertas del Sagrario.También robaron una sabanilla del altar y un misal en latín muy antiguo;
En la actualidad se ha creado la Asociación Cultural Virgen de las Vegas en la que participan gran parte de los vecinos del pueblo, que trata de recuperar la devoción en torno a la Virgen de las Vegas y restaurar la Ermita dedicada a la Virgen;

- Por el pueblo discurre la ruta del Camino de Santiago que parte de Madrid[9] y que enlaza en Sahagún con la ruta principal: el camino francés que arranca de Roncesvalles. El camino entra en Los Huertos procedente de Valseca y sigue hacia Añe. El municipio cuenta con un albergue de peregrinos que entró en funcionamiento en 2017;
- Vía crucis, cercano a la iglesia;
- Ermita de San Pedrillo, ruinas en el despoblado de Gumiel (San Pedrillo);
- Vestigios de una mota o torre atalaya.[4]

### Fiestas
- La primera del año es en febrero en Santa Águeda, fiesta dedicada, sobre todo, a las mujeres y donde se contrata a grupos de música con dulzaina y tamboril. Antes de los años de la emigración se celebraban San Isidro los días 15 y 16 de mayo, el Corpus y San Antonio los días 13 y 14 de junio, en todas ellas habìa baile. Hoy, los labradores celebran San Isidro con un acto religioso y un aperitivo;

- La siguiente fiesta es en agosto, el 17, donde se celebra el Día de la Quema y se sube la Virgen a la iglesia del pueblo ya que hace siglos la zona donde está la ermita  sufrió un importante incendio que a punto estuvo de arrasarla y un labrador para evitar que la imagen resultara dañada la sacó y la llevó a la iglesia y en este día se rememora;
- La fiesta grande es el fin de semana siguiente al 17 de agosto, hasta finales del siglo XX se celebraba el 8 de septiembre. Hay orquestas,discoteca móvil,campeonatos de mus, de dominó, carreras, barbacoas, Huevos con chorizo,paella etc. Hace años se traían vaquillas y se hacía una pequeña plaza con remolques y paquetes de paja, pero se dejó de hacer. En estas fechas el pueblo está muy animado y la población se multiplica por cuatro.La noche del jueves anterior a la fiesta se celebra la cena de peñas tras la cual se recorren todas amenizado por una charanga;
- El segundo sábado de octubre se celebra la fiesta de La Bajá de La Virgen,  que consiste en bajar a hombros la imagen de la Virgen de las Vegas desde la iglesia, donde se había subido el 17 de agosto, hasta la ermita. Es una fiesta, eminentemente religiosa donde tienen lugar las pujas para meter a la Virgen en la ermita, a la que acuden muchos de los hijos del pueblo que residen fuera.[4]